# Аит-Нури, Райан
Райан Аит-Нури (фр. Rayan Aït-Nouri, араб. ريان آيت نوري‎; родился 6 июня 2001, Монтрёй, Сен-Сен-Дени) — французский и алжирский футболист, левый защитник английского клуба «Манчестер Сити» и национальной сборной Алжира.

## Клубная карьера
Уроженец Монтрёя, Аит-Нури выступал за юношеские команды «Валь де Фонтене», «Ле Перре 94» и «Париж». В 2016 году стал игроком футбольной академии клуба «Анже».
25 августа 2018 года дебютировал в основном составе «Анже» в матче французской Лиги 1 против «Пари Сен-Жермен».
4 октября 2020 года отправился в аренду в английский клуб «Вулверхэмптон Уондерерс» до конца сезона 2020/21 с опцией выкупа по окончании срока аренды. 30 октября 2020 года дебютировал за «волков» в матче Премьер-лиги против «Кристал Пэлас», отметившись забитым мячом.
9 июля 2021 года игрок перешёл в «Вулверхэмптон Уондерерс» на постоянной основе, подписав с «волками» пятилетний контракт.
9 июня 2025 года перешёл в «Манчестер Сити», подписав с клубом пятилетний контракт. Сумма трансфера составила 37 млн евро (31,8 млн фунтов_, ещё 5,2 млн фунтов предусмотрены в виде бонусов.

## Карьера в сборной
В 2018 году дебютировал в составе сборной Франции до 18 лет в матче против сборной России. Впоследствии выступал за сборные Франции до 19 лет и до 21 года.